# 10-カンファースルホン酸
10-カンファースルホン酸（10-カンファースルホンさん、10-camphorsulfonic acid）とは、有機スルホン酸の一種であり、CSA と略称される無色の固体。カンファー（樟脳）の10位のメチル基にスルホ基 (-SO3H) が入った分子構造を持つ。カンファー骨格に由来するキラリティーを持つ光学活性化合物であり、両エナンチオマー、ラセミ体のいずれも市販品が入手可能。

## 用途
有機合成化学において有機溶媒中の酸触媒反応を行いたい場合、可溶性の強酸として利用される。
キラル補助剤としても用いられる。ラセミ体の塩基性化合物と CSA から、塩のジアステレオマー混合物を作り、その溶解性の差を利用して光学分割を行う。